# Liste der Naturdenkmale in Remseck am Neckar
| Naturdenkmale | Anzahl |
| ------------- | ------ |
| FND           | 15     |
| END           | 7      |
| Gesamt        | 22     |

Die Liste der Naturdenkmale in Remseck am Neckar nennt die verordneten Naturdenkmale (ND) der im baden-württembergischen Landkreis Ludwigsburg liegenden Stadt Remseck am Neckar. In Remseck am Neckar gibt es insgesamt 22 als Naturdenkmal geschützte Objekte, davon 15 flächenhafte Naturdenkmale (FND) und 7 Einzelgebilde-Naturdenkmale (END).
Stand: 30. Oktober 2016.

## Flächenhafte Naturdenkmale (FND)
| Name                                                    | Bild | Kennung     | Einzelheiten                  | Position | Fläche Hektar | Datum         |
| ------------------------------------------------------- | ---- | ----------- | ----------------------------- | -------- | ------------- | ------------- |
| Bachlauf mit Gehölz                                     |      | 81190200002 | Remseck am Neckar, Fellbach   | ⊙        | 0,5           | 31. Dez. 1986 |
| Ehemalige Lehmgrube                                     |      | 81180810019 | Remseck am Neckar             | ⊙        | 0,1           | 2. Apr. 1993  |
| Feuchtgebiet am Hummelberg                              | BW   | 81180810011 | Remseck am Neckar             | ⊙        | 0,2           | 7. Juli 1989  |
| Feuchtgebiet „Froschlache“ mit Gehölzbestand            |      | 81180810010 | Remseck am Neckar             | ⊙        | 0,5           | 7. Juli 1989  |
| Geologischer Aufschluss am „Uhlberg“                    |      | 81180810014 | Remseck am Neckar             | ⊙        | 0,1           | 7. Juli 1989  |
| Geologischer Aufschluss „Storchshalde“                  |      | 81180810007 | Remseck am Neckar             | ⊙        | 1,0           | 7. Juli 1989  |
| Geologischer Aufschluss und Pflanzenstandort am Uhlberg | BW   | 81180810003 | Remseck am Neckar             | ⊙        | 0,3           | 7. Juli 1989  |
| Hohlweg „Bubelesäcker“                                  | BW   | 81180810016 | Remseck am Neckar             | ⊙        | 0,2           | 7. Juli 1989  |
| Hohlweg „Hannjockel“                                    |      | 81180810012 | Remseck am Neckar             | ⊙        | 0,1           | 7. Juli 1989  |
| Hohlweg und Gehölz „Bernhardslauch“                     |      | 81180810006 | Remseck am Neckar, Fellbach   | ⊙        | 0,3           | 7. Juli 1989  |
| Nasses Loch                                             | BW   | 81180810013 | Remseck am Neckar             | ⊙        | 0,1           | 7. Juli 1989  |
| Quelle am Lembach                                       | BW   | 81180810009 | Remseck am Neckar             | ⊙        | 0,2           | 7. Juli 1989  |
| Schwillbrunnen und Feldgehölze                          |      | 81180810008 | Remseck am Neckar             | ⊙        | 0,1           | 7. Juli 1989  |
| Steinbruch und Gehölzgruppen Hartäcker                  | BW   | 81180810015 | Remseck am Neckar             | ⊙        | 0,5           | 7. Juli 1989  |
| 2 Flurgehölze                                           |      | 81190790013 | Remseck am Neckar, Waiblingen | ⊙        | 0,3           | 31. Dez. 1986 |
| Legende für Naturdenkmal                                |      |             |                               |          |               |               |

## Einzelgebilde (END)
| Name                      | Bild | Kennung     | Einzelheiten      | Position | Fläche Hektar | Datum        |
| ------------------------- | ---- | ----------- | ----------------- | -------- | ------------- | ------------ |
| 1 Feldulme „Familienulme“ | BW   | 81180810002 | Remseck am Neckar | ⊙        | 0,0           | 7. Juli 1989 |
| 1 Kornelkirsche           | BW   | 81180810017 | Remseck am Neckar | ⊙        | 0,0           | 2. Apr. 1993 |
| 1 Mostbirnbaum            | BW   | 81180810018 | Remseck am Neckar | ⊙        | 0,0           | 2. Apr. 1993 |
| 1 Stieleiche              | BW   | 81180810005 | Remseck am Neckar | ⊙        | 0,0           | 7. Juli 1989 |
| 1 Thuja                   | BW   | 81180810004 | Remseck am Neckar | ⊙        | 0,0           | 7. Juli 1989 |
| 2 Kastanien               |      | 81180810020 | Remseck am Neckar | ⊙        | 0,0           | 2. Apr. 1993 |
| 4 Rosskastanien           |      | 81180810001 | Remseck am Neckar | ⊙        | 0,0           | 7. Juli 1989 |
| Legende für Naturdenkmal  |      |             |                   |          |               |              |